# District d'Ambovombe
Ambovombe ou Ambovombe Androy est un district de la région Androy, dans la province de Tuléar, dans le sud de Madagascar. Le district avait 223 007 habitants en 2023.